# Reinmar von Hagenau

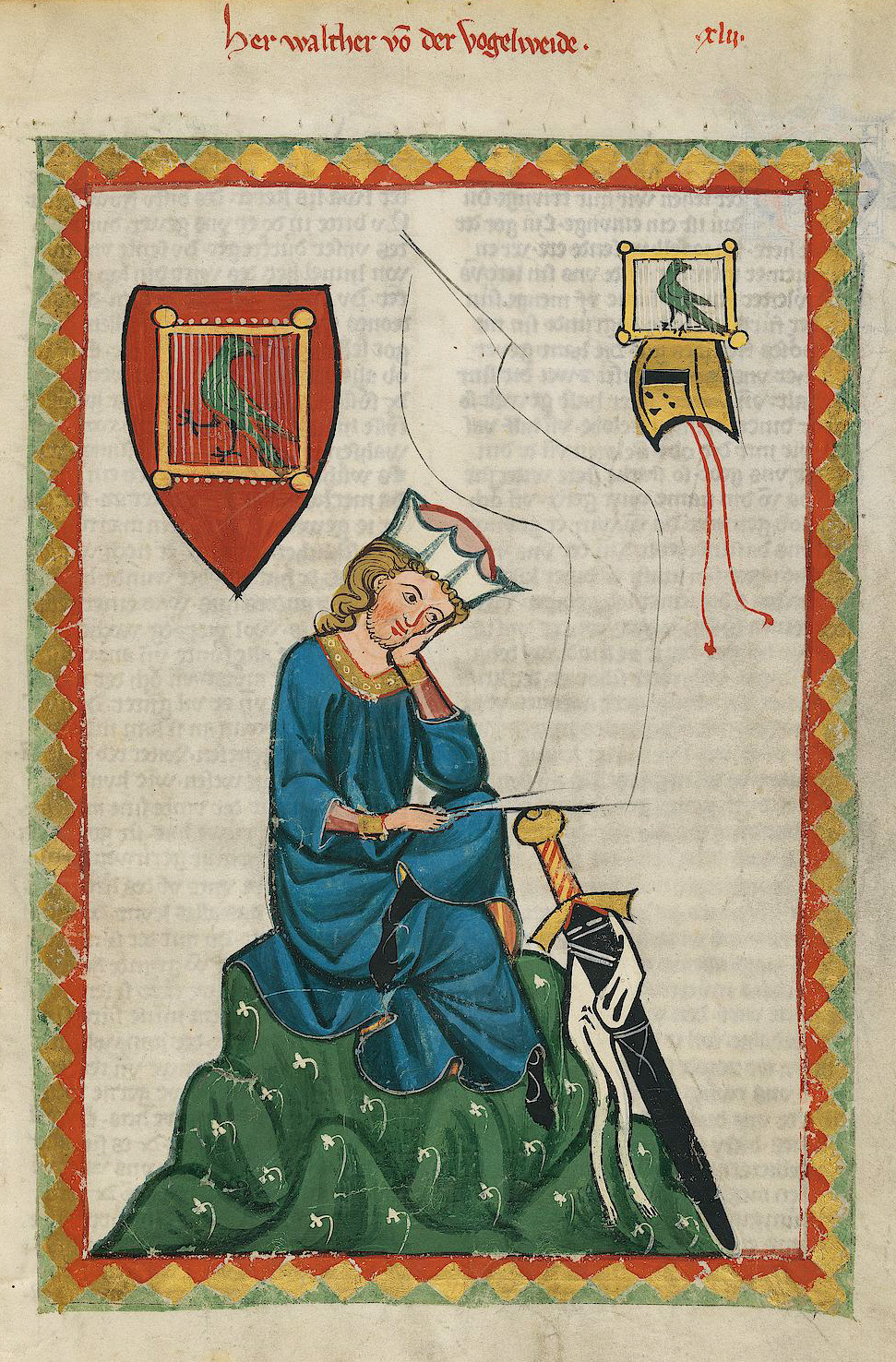
Walter von der Vogelweide był najwybitniejszym uczniem i następcą Reinmara von Hagenau

Reinmar von Hagenau – niemiecki poeta zaliczany do grona Minnesängerów. Nazywany jest Reinmarem Starszym (Reinmar der Alte) dla odróżnienia od innych autorów o tym imieniu. Żył na przełomie XII i XIII wieku. Urodził się około 1160. Zmarł prawdopodobnie w latach 1205-1210. Pochodził z Hagenau położonego w Alzacji. Działał w Austrii na dworze książąt Babenbergów w Wiedniu. Wywarł wielki wpływ na Walthera von der Vogelweide, który później został jego rywalem i wyrósł na najwybitniejszego niemieckiego liryka średniowiecznego. Reinmar von Hagenau uchodzi za mistrza stylu i harmonijnej wersyfikacji. Mówiono o nim, że jest "słowikiem". Głównym tematem jego liryki była nieodwzajemniona miłość. Z dorobku Reinmara von Hagenau przetrwało 30 utworów bezsprzecznie jego autorstwa.
Na język polski wiersze Reinmara von Hagenau tłumaczył Andrzej Lam. W jego najnowszej książce, antologii Ciemne źródła znalazły się trzy wiersze poety. We wznowieniu antologii Minnesang jest ich sześć.
Zobacz też: Minnesang (antologia)